# Aston Martin AMR24
Der Aston Martin AMR24 ist der Formel-1-Rennwagen von Aston Martin für die Formel-1-Weltmeisterschaft 2024. Es ist das vierte Formel-1-Auto, das Aston Martin seit der Rückkehr von Aston Martin in Formel 1 fährt. Der Rennwagen wurde vom zweifachen Weltmeister Fernando Alonso und von Lance Stroll gefahren. Er wurde am 12. Februar 2024 in Silverstone vorgestellt.

## Technik und Entwicklung
Wie alle Formel-1-Fahrzeuge des Jahres 2024 ist der Aston Martin AMR24 ein hinterradangetriebener Monoposto mit einem Monocoque aus kohlenstofffaserverstärktem Kunststoff (CFK). Außer dem Monocoque bestehen auch viele weitere Teile des Fahrzeugs, darunter die Karosserieteile und das Lenkrad, aus CFK. Auch die Bremsscheiben sind aus einem mit Kohlenstofffasern verstärkten Verbundwerkstoff.
Der AMR24 ist das Nachfolgemodell des Aston Martin AMR23.
Angetrieben wird der AMR24 von einem 1,6-Liter-V6-Motor von Mercedes in der Fahrzeugmitte mit Turbolader sowie einem 120 kW starken Elektromotor; es ist also ein Hybridelektrokraftfahrzeug. Die Kraft überträgt ein sequentielles, mit Schaltwippen betätigtes Achtganggetriebe. Das Fahrzeug hat nur zwei Pedale, ein Gaspedal (rechts) und ein Bremspedal (links). Genau wie viele andere Funktionen wird die Kupplung, die nur beim Anfahren aus dem Stand gebraucht wird, über einen Hebel am Lenkrad bedient.
Das Fahrzeug ist 2000 mm breit, 970 mm hoch und mehr als 5000 mm lang. Das Gewicht beträgt einschließlich Fahrer 798 kg. Der Wagen hat 305 mm breite Vorderreifen und 405 mm breite Hinterreifen des Einheitslieferanten Pirelli auf 18-Zoll-Rädern.
Der AMR24 verfügt, wie alle Formel-1-Fahrzeuge seit 2011, über ein Drag Reduction System (DRS), das durch Flachstellen eines Teils des Heckflügels den Luftwiderstand des Fahrzeugs auf den Geraden verringert, wenn es eingesetzt werden darf. Auch das DRS wird mit einem Schalter am Lenkrad des Wagens aktiviert.
Der AMR24 ist mit dem Halo-System ausgestattet, das einen zusätzlichen Schutz für den Kopf des Fahrers bietet.

## Lackierung und Sponsoring

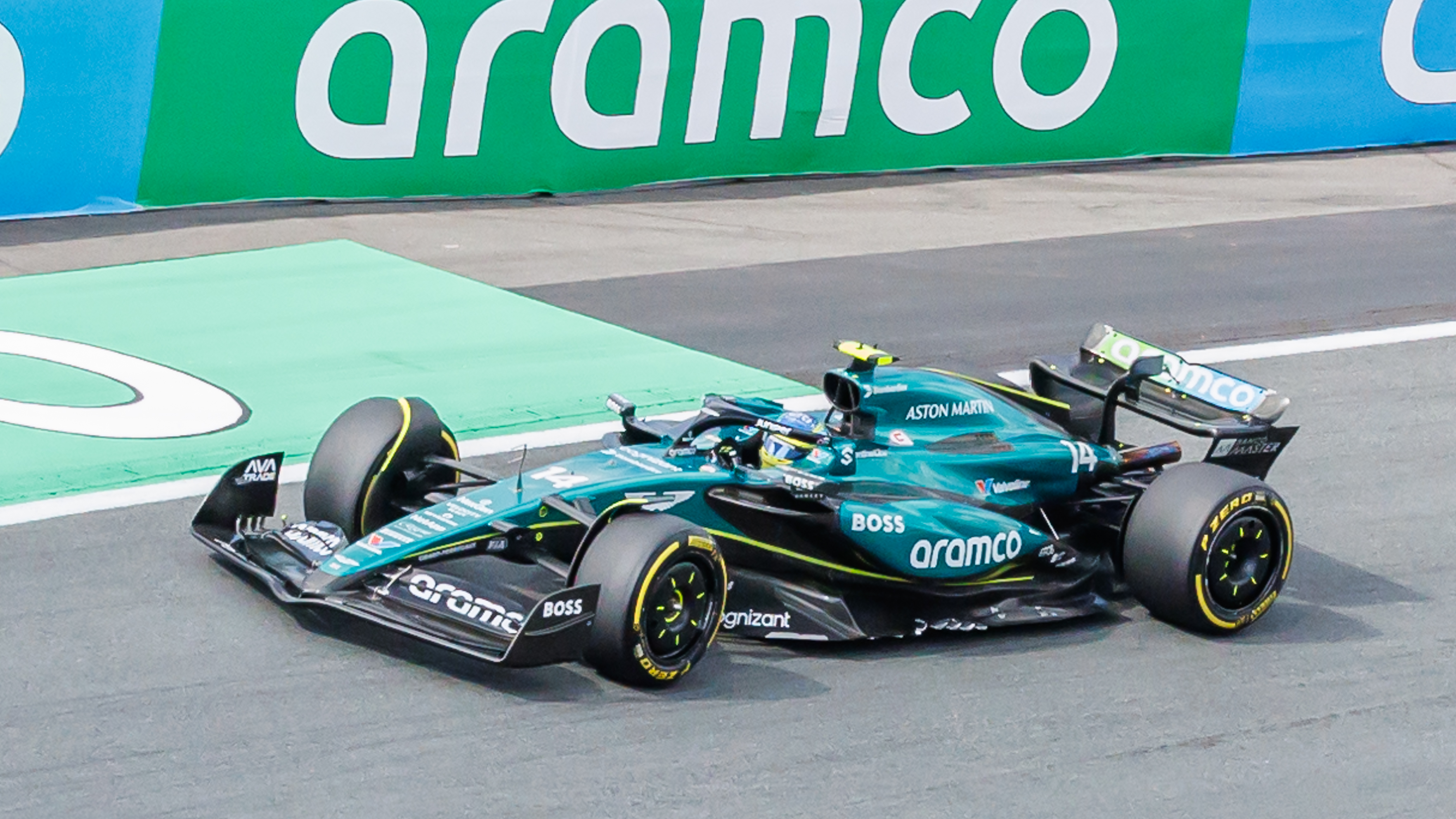
Alonso beim Großen Preis der Niederlande

Der AMR24 wurde am 12. Februar 2024 enthüllt. Er wies eine Lackierung auf, die weitgehend der des AMR22 und des AMR23 ähnelte, obwohl der Titelsponsor Aramco eine größere Präsenz auf dem Auto hatte, entlang der Seitenkästen, des Frontflügels und des Heckflügels. Die Lackierung enthielt mehr blankes Kohlenstofffaser, vermutlich, um Gewicht zu sparen, ein Trend, der im Jahr 2024 zu beobachten war. Aramco wirbt als Hauptsponsor auf dem Fahrzeug. Weitere Sponsoren sind Cognizant, Valvoline, NetApp, Velocity Black, Pirelli, Bombardier, Hugo Boss, Servicenow, NexGen Energy, SentinelOne und Regent Seven Seas Cruises.

## Fahrer
Aston Martin tritt in der Saison 2024 mit den Fahrern Fernando Alonso und Lance Stroll. Am 11. April 2024 bestätigte Aston Martin, dass Fernando Alonso seinen Vertrag bis 2026 verlängert hat. Für Lance Stroll wurde im Juni der Vertrag bis 2025 und weiter verlängert.

## Ergebnisse
| Fahrer                          | Nr.                             | 1  | 2   | 3 | 4  | 5  | 6  | 7  | 8  | 9 | 10 | 11 | 12 | 13 | 14 | 15 | 16 | 17  | 18 | 19 | 20  | 21  | 22 | 23  | 24 | Punkte | Rang |
| ------------------------------- | ------------------------------- | -- | --- | - | -- | -- | -- | -- | -- | - | -- | -- | -- | -- | -- | -- | -- | --- | -- | -- | --- | --- | -- | --- | -- | ------ | ---- |
| Formel-1-Weltmeisterschaft 2024 | Formel-1-Weltmeisterschaft 2024 |    |     |   |    |    |    |    |    |   |    |    |    |    |    |    |    |     |    |    |     |     |    |     |    | 94     | 5.   |
| Fernando Alonso                 | 14                              | 9  | 5   | 8 | 6  | 7  | 9  | 19 | 11 | 6 | 12 | 18 | 8  | 11 | 8  | 10 | 11 | 6   | 8  | 13 | DNF | 14  | 11 | 7   | 9  | 94     | 5.   |
| Lance Stroll                    | 18                              | 10 | DNF | 6 | 12 | 15 | 17 | 9  | 14 | 7 | 14 | 13 | 7  | 10 | 11 | 13 | 19 | DNF | 14 | 15 | 11  | DNS | 15 | DNF | 14 | 94     | 5.   |

| Legende  | Legende            | Legende                                                          |
| Farbe    | Abkürzung          | Bedeutung                                                        |
| -------- | ------------------ | ---------------------------------------------------------------- |
| Gold     | –                  | Sieg                                                             |
| Silber   | –                  | 2. Platz                                                         |
| Bronze   | –                  | 3. Platz                                                         |
| Grün     | –                  | Platzierung in den Punkten                                       |
| Blau     | –                  | Klassifiziert außerhalb der Punkteränge                          |
| Violett  | DNF                | Rennen nicht beendet (did not finish)                            |
| Violett  | NC                 | nicht klassifiziert (not classified)                             |
| Rot      | DNQ                | nicht qualifiziert (did not qualify)                             |
| Rot      | DNPQ               | in Vorqualifikation gescheitert (did not pre-qualify)            |
| Schwarz  | DSQ                | disqualifiziert (disqualified)                                   |
| Weiß     | DNS                | nicht am Start (did not start)                                   |
| Weiß     | WD                 | zurückgezogen (withdrawn)                                        |
| Hellblau | PO                 | nur am Training teilgenommen (practiced only)                    |
| Hellblau | TD                 | Freitags-Testfahrer (test driver)                                |
| ohne     | DNP                | nicht am Training teilgenommen (did not practice)                |
| ohne     | INJ                | verletzt oder krank (injured)                                    |
| ohne     | EX                 | ausgeschlossen (excluded)                                        |
| ohne     | DNA                | nicht erschienen (did not arrive)                                |
| ohne     | C                  | Rennen abgesagt (cancelled)                                      |
| ohne     | keine WM-Teilnahme |                                                                  |
| sonstige | P/fett             | Pole-Position                                                    |
| sonstige | 1/2/3/4/5/6/7/8    | Punktplatzierung im Sprint-/Qualifikationsrennen                 |
| sonstige | SR/kursiv          | Schnellste Rennrunde                                             |
| sonstige | *                  | nicht im Ziel, aufgrund der zurückgelegten Distanz aber gewertet |
| sonstige | ()                 | Streichresultate                                                 |
| sonstige | unterstrichen      | Führender in der Gesamtwertung                                   |

### Detaillierte Darstellung inkl. Sprintrennen (SPR) und Hauptrennen (HAU)
| Pos                             | Fahrer    | Nr. | 1   | 2   | 3   | 4   | 5   | 5   | 6   | 6   | 7   | 8  | 9 | 10 | 11 | 11 | 12 | 13 | 14 | 15 | 16 | 17  | 18 | 19 | 19 | 20  | 21 | 21  | 22 | 23 | 23  | 24 | Punkte |
| ------------------------------- | --------- | --- | --- | --- | --- | --- | --- | --- | --- | --- | --- | -- | - | -- | -- | -- | -- | -- | -- | -- | -- | --- | -- | -- | -- | --- | -- | --- | -- | -- | --- | -- | ------ |
| Formel-1 Weltmeisterschaft 2024 |           |     |     |     |     |     |     |     |     |     |     |    |   |    |    |    |    |    |    |    |    |     |    |    |    |     |    |     |    |    |     |    |        |
| SPR                             | HAU       | SPR | HAU | SPR | HAU | SPR | HAU | SPR | HAU | SPR | HAU |    |   |    |    |    |    |    |    |    |    |     |    |    |    |     |    |     |    |    |     |    |        |
| 9.                              | F. Alonso | 14  | 9   | 5   | 8   | 6   | DNF | 7   | 17  | 9   | 19  | 11 | 6 | 12 | 15 | 18 | 8  | 11 | 8  | 10 | 11 | 6   | 8  | 18 | 13 | DNF | 18 | 14  | 11 | 11 | 7   | 9  | 70     |
| 13.                             | L. Stroll | 18  | 10  | DNF | 6   | 12  | 14  | 15  | DNF | 17  | 9   | 14 | 7 | 14 | 10 | 13 | 7  | 10 | 11 | 13 | 19 | DNF | 14 | 13 | 15 | 11  | 19 | DNS | 15 | 13 | DNF | 14 | 24     |

| Legende  | Legende            | Legende                                                          |
| Farbe    | Abkürzung          | Bedeutung                                                        |
| -------- | ------------------ | ---------------------------------------------------------------- |
| Gold     | –                  | Sieg                                                             |
| Silber   | –                  | 2. Platz                                                         |
| Bronze   | –                  | 3. Platz                                                         |
| Grün     | –                  | Platzierung in den Punkten                                       |
| Blau     | –                  | Klassifiziert außerhalb der Punkteränge                          |
| Violett  | DNF                | Rennen nicht beendet (did not finish)                            |
| Violett  | NC                 | nicht klassifiziert (not classified)                             |
| Rot      | DNQ                | nicht qualifiziert (did not qualify)                             |
| Rot      | DNPQ               | in Vorqualifikation gescheitert (did not pre-qualify)            |
| Schwarz  | DSQ                | disqualifiziert (disqualified)                                   |
| Weiß     | DNS                | nicht am Start (did not start)                                   |
| Weiß     | WD                 | zurückgezogen (withdrawn)                                        |
| Hellblau | PO                 | nur am Training teilgenommen (practiced only)                    |
| Hellblau | TD                 | Freitags-Testfahrer (test driver)                                |
| ohne     | DNP                | nicht am Training teilgenommen (did not practice)                |
| ohne     | INJ                | verletzt oder krank (injured)                                    |
| ohne     | EX                 | ausgeschlossen (excluded)                                        |
| ohne     | DNA                | nicht erschienen (did not arrive)                                |
| ohne     | C                  | Rennen abgesagt (cancelled)                                      |
| ohne     | keine WM-Teilnahme |                                                                  |
| sonstige | P/fett             | Pole-Position                                                    |
| sonstige | 1/2/3/4/5/6/7/8    | Punktplatzierung im Sprint-/Qualifikationsrennen                 |
| sonstige | SR/kursiv          | Schnellste Rennrunde                                             |
| sonstige | *                  | nicht im Ziel, aufgrund der zurückgelegten Distanz aber gewertet |
| sonstige | ()                 | Streichresultate                                                 |
| sonstige | unterstrichen      | Führender in der Gesamtwertung                                   |